# Gewog di Khebisa
Il gewog di Khebisa è uno dei quattordici raggruppamenti di villaggi del distretto di Dagana, nella regione Centrale, in Bhutan.